# PRSS41
PRSS41 (англ. Protease, serine 41) – білок, який кодується однойменним геном, розташованим у людей на 16-й хромосомі. Довжина поліпептидного ланцюга білка становить 318 амінокислот, а молекулярна маса — 35 078.
| 10         |  | 20         |  | 30         |  | 40         |  | 50         |
| ---------- |  | ---------- |  | ---------- |  | ---------- |  | ---------- |
| MGARGALLLA |  | LLLARAGLGK |  | PGELGALQAG |  | PGAARRPGGG |  | GREEACGHRE |
| IHALVAGGVE |  | SARGRWPWQA |  | SLRLRRRHRC |  | GGSLLSRRWV |  | LSAAHCFQKH |
| YYPSEWTVQL |  | GELTSRPTPW |  | NLRAYSSRYK |  | VQDIIVNPDA |  | LGVLRNDIAL |
| LRLASSVTYN |  | AYIQPICIES |  | STFNFVHRPD |  | CWVTGWGLIS |  | PSGTPLPPPY |
| NLREAQVTIL |  | NNTRCNYLFE |  | QPSSRSMIWD |  | SMFCAGAEDG |  | SVDTCKGDSG |
| GPLVCDKDGL |  | WYQVGIVSWG |  | MDCGQPNRPG |  | VYTNISVYFH |  | WIRRVMSHST |
| PRPNPSQLLL |  | LLALLWAP   |  |            |  |            |  |            |

A: Аланін

C: Цистеїн

D: Аспарагінова кислота

E: Глутамінова кислота

F: Фенілаланін

G: Гліцин

H: Гістидин

I: Ізолейцин

K: Лізин

L: Лейцин

M: Метіонін

N: Аспарагін

P: Пролін

Q: Глутамін

R: Аргінін

S: Серин

T: Треонін

V: Валін

W: Триптофан

Кодований геном білок за функціями належить до гідролаз, протеаз, серинових протеаз, ліпопротеїнів. 
Локалізований у клітинній мембрані, мембрані.